# Debbie Crommelinck
Debbie Crommelinck (Gent, 2 april 1986) is een Belgische actrice en regisseur. Ze studeerde in 2008 af aan het Conservatorium Brussel als Master in de Dramatische Kunsten. Ze is de oprichter van TG de LINK

## Levensloop
Na haar studies kon Crommelinck onmiddellijk aan de slag in theater en televisie. Zo ook in de jeugdserie Amika, een productie van Studio 100 die wordt uitgezonden door Ketnet. Ze speelde daarin de rol van Chanel. Ze speelde ook gastrollen in Rox, Familie, Thuis, Patrouille Linkeroever, De infiltrant, en Campus 12.
Recenter was ze te zien in Zijn daar geen beelden van  op Play4, Chantal en Moresnet en verscheen ze voor het eerst op het witte doek in J'aime la vie, het filmdebuut van Mathias Sercu.
In het theater speelde zij in coproductie met NTGent De illusionist, een productie van Servé Hermans en Aus Greidanus jr., Ballet voor dikke jongens en De wijven. Van dit laatste stuk schreef ze zelf de tekst. Ze speelde ook in De familie Trampolini van het jeugdtheater het Appeltje en in Clauskamp van NTGent. Vanaf 2009 was ze actrice bij de toen net opgerichte theatergroep "Van een leien dakje" of kortweg Veld-producties. Hiermee maakte ze de voorstelling Iets om van te huilen met medespeler Bert Verbeke. 
In 2013 tourde ze met theatergezelschap De Spelerij onder leiding van Paula Bangels met de voorstelling Othello. De titelrol was voor Mathias Sercu en zijzelf nam de rol van Emilia voor haar rekening. In 2014 speelde ze opnieuw bij dit gezelschap in Kat op een heet zinken dak. In 2015 speelde ze in Aspe: Moord in het theater van "Uitgezonderd. Theater!" en in 2017 was ze te zien bij TGVagevuur in de voorstellingen Cel en De naamlozen. In 2020 vervoegde ze ook Theatergezelschap De Kroon voor Mariken. In 2021 speelde ze mee in Hier en daar van 4Hoog, dat nog twee seizoenen verder liep en in 2022 vervoegde ze de cast van Brasschaatse huisvrouwen bij het Prethuis.
Recent was ze te zien als Nathalie in 'Aspe - moord in de nachtclub' van Backstage Producties.
Ze is de oprichter en bezieler van TG de LINK, professioneel theatergezelschap based in Gent. In 2016 produceerde ze als eerste voorstelling Naamloze gebeurtenis, tekst en regie van Mathias Sercu. Ze deelde de planken met Bert Verbeke en Jef Hoogmartens. In 2017 ging de voorstelling The Beauty Queen of Leenane met succes in première en dit in regie van Domien Van Der Meiren. In juli 2018 ging Vrijen met dieren van Stany Crets in première. Crommelinck deelde de planken met Bert Verbeke, Jef Hoogmartens, Joke Emmers, Leen Dendievel en Bram De Win. In 2019 dan was er de eerste editie van het G>LINK>T festival, waarop theater, concerten en impro werden geprogrammeerd. In 2022 maakte ze de voorstelling But I Said no no no, rond de figuur van Amy Winehouse met Bert Verbeke en Leen Dendievel. De voorbije jaren produceerde ze ook het concept Nachtgasten.
Ze maakte een tijd deel uit van het jeugdkoor Scala onder leiding van de broers Kolacny en was leadzangeres van de covergroep The Baseballbats. Crommelinck is ook theaterdocente bij NTGent en Larf en geeft les op de academie te Eeklo. Ze richtte samen met Evelien Van Hamme en Dirk Crommelinck CforUVZW op, gespecialiseerd in publiekswerking. In het amateurtheater verzorgde ze sinds 2010 al verschillende regies. Zo was ze met het stuk Cloaca en Theater De WAANzin geselecteerd voor het Landjuweel en te zien op Theater aan Zee als de eerste amateurproductie in regie van een professioneel maker. Sinds 2018 maakte ze ook haar professionele debuut als regisseur bij o.a. NTGent en Backstage Producties.

## Theater
- 2025 - Nachtgasten- Vlaamse tournée (TG de LINK)
- 2025 - Aspe - moord in de nachtclub- Nathalie (Backstage Producties, regie Manu Jacobs)
- 2024 - Nachtgasten- Vlaamse tournée (TG de LINK)
- 2023 - G>LINK>T FESTIVAL Nachtgasten - (TG de LINK)
- 2022 - But I said no no no - (TG de LINK ism CforU VZW, coaching Tanya Zabarylo)
- 2022 - Brasschaatse huisvrouwen - Dany-May (Het Prethuis, Regie Jeroen Maes)
- 2022 - G>LINK>T festival (TG de LINK)
- 2021 - Hier & Daar - (4Hoog, Regie Frans Van Der Aa)
- 2020 - Mariken - Mariken (Theatercompagnie De Kroon, regie Domien Van Der Meiren)
- 2019 - G>LINK>T festival (TG de LINK)
- 2018 - Vrijen met dieren - Norma (TG de LINK i.s.m. CforU VZW, regie Domien Van Der Meiren)
- 2018 - Lennerd - Kim (Uitgezonderd! Theater, regie James Cooke)
- 2017 - The Beauty Queen of Leenane - Marleentje (TG de LINK ism CForU VZW, regie Domien Van Der Meiren)
- 2017 - De naamlozen (TGVagevuur, regie Sybrand van der Werf)
- 2017 - Theater in de klas (NTGent, eigen creatie ism Toneelgroep Maastricht)
- 2017 - Cel (TGVagevuur, regie Koen Boesman)
- 2016 - Naamloze gebeurtenis - Prinses (TG de LINK ism Theater De Waanzin, tekst en regie Mathias Sercu)
- 2015 - Aspe-moord in het theater - Mira, illusioniste (Uitgezonderd. Theater!, regie Frank Van Laecke)
- 2014 - Kat op een heet zinken dak - Emma (De Spelerij, regie Paula Bangels)
- 2013 - Othello - Emilia (De Spelerij, regie Paula Bangels)
- 2012 - De Illusionist Vlaams/Nederlandse tournee
- 2011 - Iets om van te huilen - Saarien (Van een leien dakje producties, regie Frans Hendrickx, Spelcoach: Servé Hermans)
- 2011 - De stelling van A - Britt (Uitgezonderd. Theater!, regie James Cooke)
- 2010 - Clauskamp (NTGent, regie Julie Van Den Berghe)
- 2010 - De Illusionist - Svetlana (Van een leien dakje, NTGent, Senf Theaterproducties)
- 2009 - De familie Trampolini - Mini (Jeugdtheater Het Appeltje, regie Frank Hoelen)
- 2009 - Ballet voor dikke jongens - Nicole (Van een leien dakje, NTGent, regie Servé Hermans)
- 2009 - De Wijven - Debbie (Van een leien dakje, regie Servé Hermans)
- 2008 - De Illusionist - Svetlana (NTGent, regie Servé Hermans en Aus Greidanus jr.)
- 2008 - Haar leven, haar doden (regie Robert Sian)
- 2008 - Falsettos - Trina (regie Andrea Mellis)
- 2007 - De Misantroop - Célimène (regie Ronnie Commissaris)
- 2007 - YUP naar American Psycho - Debbie (regie Carl Ridders)
- 2007 - I can get it for you wholesale - Blanche Bush (regie David Verbeeck)
- 2006 - Het temmen van de feeks (regie Lulu Aertgeerts)

## Televisie
- Waiko (2024) - de Mirwar
- Moresnet (2024) - Veerle
- Chantal (2024) - Debbie
- Zijn daar geen beelden van (2022) - diverse rollen
- Campus 12 (2020) - Madina
- Familie (2018) - Saskia Verhoeven
- De infiltrant (2018) - Gina
- De Kotmadam (2016) - Elke
- Kosmoo (2016) - Leerkracht
- Patrouille Linkeroever (2016) - moeder
- Thuis (2014) - Daisy
- Familie (2013) - Patiënte
- Rox (2012) - Sandrine
- F.C. De Kampioenen (2010) - Tessa
- Amika (2008-2011) - Chanel Van de Panhuyzen

## Regie
- 2025 - Ik leef voor jou (Iskariot Producties) regie-assistentie Jaak Lema
- 2024 - Spiegelprojecten ihkv All Greeks festival (NTGent)
- 2023 - Blackout (Uitgezonderd Educatief)
- 2023 - LenNERD (Uitgezonderd Educatief)
- 2023 - Raket naar de maan (Uitgezonderd Educatief)
- 2023 - Desperado (Theater De Waanzin: winnaar First prize The Founders' Trophy at FEATS Frankfurt, winnaar Stage Management en winnaar Stage production)
- 2023 - Wouter en Yves de musical, afscheidsshow Wouter Torfs en Yves Baes (Regie en choreografie)
- 2022 - Ceci n'est pas si mal (NTGent spiegelproject ism Don Bosco college Zwijnaarde)
- 2022 - De stelling van A (Uitgezonderd Educatief)
- 2021/2022 - Gif (Theater De Waanzin, laureaat Landjuweel)
- 2019 - Iedereen kan omvallen (NTGent en Samana)
- 2018/2019 - Cloaca (Theater De Waanzin, laureaat Landjuweel en eerste amateur productie in regie van professionele maker op Theater aan Zee)
- 2018 - Urban Mirrors (NTGent spiegelproject ism Autisme centraal)

## Film
- 2023 - J'aime la vie (debuutfilm Mathias Sercu, Lumière)
- 2017 - Zing voor me (korte film, regie Tim Truyens, RITCS)
- 2008 - Avalon (regie Jan-Willem Van Hoof, RITS)